# Jakob Wilhelm Chydenius
Jakob Wilhelm Chydenius, född den 12 juni 1863 i Helsingfors, död 1926, var en finländsk jurist. Han var brorson till Anders Herman Chydenius.
Chydenius blev juris doktor 1891, adjunkt i lagfarenhet 1892 och 1901 professor i civilrätt vid Helsingfors universitet. Han var redaktör för Tidsskrift utgiven av Juridiska föreningen i Finland 1891–1918. 
Chydenius var mångsidigt lärd, och utövade ett omfattande juridiskt författarskap och hade stort inflytande på juristutbildningen i Finland. 
Bland hans skrifter märks Bidrag till läran om leveransaftalet (1891), Lärobok i finsk arfs- och testamentsrätt (3:e upplagan 1920), Lärobok i finsk kontraktsrätt (2 band, 3:e upplagan 1923–26) och Lärobok i finsk äktenskapsrätt (2:a upplagan 1922).